# Wings of Fame
Wings of Fame is een Nederlandse film uit 1990. Het is de debuutfilm van regisseur Otokar Votoček. De film werd geproduceerd door productiemaatschappij First Floor Features. In 1991 werd de film tijdens het filmfestival in Avoriaz bekroond met de Prix special du jury entrange en de Prijs van de Filmcritici.

## Verhaal
Schrijver Brian Smith (Colin Firth) pleegt aan het begin van de film een moord op filmster Cesar Valentin (Peter O'Toole). De film speelt zich daarna af in een groot hotel in het hiernamaals. Naarmate overledenen bekender zijn in de "echte" wereld, hebben ze in dit hotel recht op een grotere kamer. Wie in vergetelheid raakt, moet vertrekken.

## Rolverdeling
| Acteur        | Personage      |
| ------------- | -------------- |
| Colin Firth   | Brian Smith    |
| Peter O'Toole | Cesar Valentin |